# Cohiniac
 Cohiniac  (en bretón Kaouennieg) es una población y comuna francesa, situada en la región de Bretaña, departamento de Côtes-d'Armor, en el distrito de Saint-Brieuc y cantón de Châtelaudren.

## Demografía
| 419 | 408 | 393 | 390 | 370 | 351 |
| Para los censos de 1962 a 1999 la población legal corresponde a la población sin duplicidades (Fuente: INSEE [Consultar]) |     |     |     |     |     |